# Linia 2 metra w Madrycie
Linia 2 – druga linia metra w Madrycie łącząca stacje La Elipa i Las Rosas. Cała linia liczy w sumie 20 stacji z peronami 60- i 90-metrowymi o łącznej długości 14 km torów. Pierwszy odcinek linii został otwarty w 1924 r.
16 marca 2011 roku otwarto nowy odcinek linii 2 w kierunku dzielnicy Las Rosas z czterema nowymi stacjami: La Almudena, Alsacia, Avenida de Guadalajara i Las Rosas. Budowa trwała ponad dwa lata. Koszt inwestycji wyniósł 315 milionów euro.